# École Militaire Inter-Armées (Cameroun)
L'École militaire inter armées est une école militaire de l'élite des armées au Cameroun.

## Histoire
L'école est créée le 18 janvier 1960,,.

## Cursus
En juillet 2024, des activistes des réseaux sociaux lancent des soupçons de tribalisme dans l'admission des étudiants,,.

## Personnalités liées à l'école
- Thomas Sankara[7]
- Blaise Compaoré